# Brasema
Brasema är ett släkte av steklar. Brasema ingår i familjen hoppglanssteklar.

## Dottertaxa tillBrasema, i alfabetisk ordning[1]
- Brasema acauda
- Brasema alasorae
- Brasema andropogonae
- Brasema antiphonis
- Brasema aprilis
- Brasema basicuprea
- Brasema brevispina
- Brasema cerambycoboidea
- Brasema chapadae
- Brasema corumbae
- Brasema cyanea
- Brasema fantsiliae
- Brasema hetricki
- Brasema homeri
- Brasema incredibilis
- Brasema lacinia
- Brasema lambi
- Brasema leersiae
- Brasema leucothysana
- Brasema longicauda
- Brasema maculicornis
- Brasema maculipennis
- Brasema mawsoni
- Brasema nigripurpurea
- Brasema peruviana
- Brasema planivertex
- Brasema rara
- Brasema rhadinosa
- Brasema schizomorpha
- Brasema seyrigi
- Brasema stenus
- Brasema sulcata